# Wsiewołod Szyłowski
Wsiewołod Nikołajewicz Szyłowski (ros. Все́волод Никола́евич Шило́вский; ur. 3 czerwca 1938 r. w Moskwie) – radziecki i rosyjski aktor filmowy.

## Wybrana filmografia
- 1983: Romans polowy jako Grisza

## Udział w programach telewizyjnych
- Operacja Koza (1999)